# Clinopogon
Clinopogon is een vliegengeslacht uit de familie van de roofvliegen (Asilidae).

## Soorten
- C. barrus (Walker, 1849)
- C. cinctellus (Bigot, 1879)
- C. congressus (Walker, 1861)
- C. nicobarensis (Schiner, 1868)
- C. odontoferus Joseph & Parui, 1984
- C. plumbeus (Fabricius, 1775)
- C. reginaldi (Séguy, 1955)
- C. scalaris (Bigot, 1879)